# Somalilands voetbalelftal

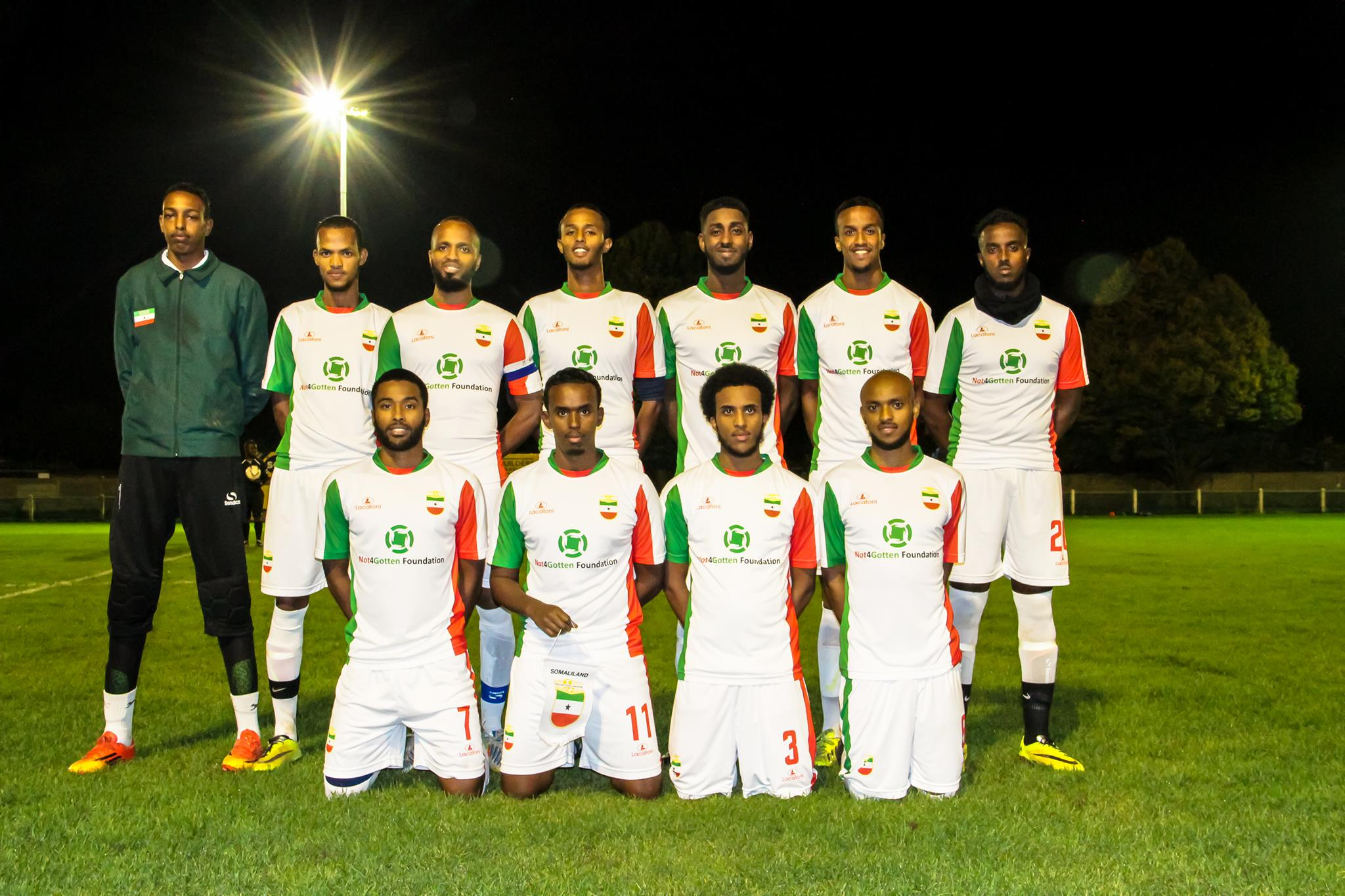
Het team in 2016

Het Somalilands voetbalelftal is een voetbalelftal met spelers uit Somaliland,  een de facto onafhankelijk land op het grondgebied van Somalië. Ze speelden hun eerste internationale wedstrijd tegen het prinsdom Sealand (2-2).
De Somaliland Football Association is in 2011 opgericht. De eerste deelname aan een internationale competitie was die van de ConIFA in 2016, georganiseerd door Abchazië, waar het team in zijn eerste wedstrijd met 5-0 verloor van de Samen. ConIFA is een alternatieve voetbalcompetitie bestaande uit teams uit regio's met een eigen identiteit maar die op papier niet een land zijn, en die (als gevolg daarvan) niet vertegenwoordigd zijn door UEFA of FIFA. Somaliland eindigde als tiende van de twaalf deelnemende teams.